# Rubén Mendoza Ayala
Rubén Mendoza Ayala (Tlalnepantla de Baz, Estat de Mèxic, 2 de febrer de 1961 - 17 d'abril de 2016) va ser un advocat i polític mexicà, oriünd del municipi de Tlalnepantla de Baz, estat de Mèxic. Llicenciat en Dret, diplomat de la Universitat Nacional Autònoma de Mèxic ENEP Acatlán, posseïa estudis de Postgrau en Ciència Política Comparada per la Universitat de Cambridge, Anglaterra i Especialitat en Estudis dels Estats Units d'Amèrica del Nord per la UCSD de San Diego, Califòrnia.

## Carrera política
Des de 1975 es va dedicar a la política professional, especialment en el municipi de Tlalnepantla de Baz, estat de Mèxic.
Des dels 14 anys va participar en la vida ciutadana de la seva comunitat, fundant en aquell moment l'Associació Juvenil de Valle Dorado, amb l'objecte de demandar al llavors govern municipal alguns serveis públics que en la seva opinió deia que necessitava la seva comunitat.
Durant els anys d'estudis professionals en l'ENEP Acatlán Universitat Nacional Autònoma de Mèxic, mentre cursava la Llicenciatura en Dret, va fundar la Plataforma Juvenil Universitària, que assessorava a la ciutadania sobre els seus drets i garanties socials i individuals. En l'època de l'Escola Professional, va conèixer a Rubén Islas i altres personatges d'importància en la política dels nostres dies.
La seva carrera com a polític professional va començar en les files del PRI (Partit Revolucionari Institucional), on va ser dirigent de la CNOP i el Front Juvenil Revolucionari. No obstant això, després d'una sèrie de controvèrsies a l'interior de l'institut polític, Rubén Mendoza Ayala es va afiliar al PA el 31 de maig de 1996, amb l'aval de l'exdirigent nacional d'aquest institut polític Carlos Castillo Peraza. Des d'aquesta plataforma política seria Diputat Federal, President Municipal de Tlalnepantla de Baz, així com Delegat del Consell Nacional del Partit Acció Nacional. Finalment, durant les eleccions per a Governador de l'Estat de Mèxic de 2005, va ser candidat pel partit albiazul; després de la seva derrota, va ser expulsat del PA després de 13 anys de militància i haver-se convertit en un del personatges més coneguts d'aquest partit a la regió metropolitana de la Ciutat de Mèxic. Després de la seva derrota per la via democràtica va aparèixer de manera intermitent en la política local. En 2006 va fer un intent fallit per tornar a les meses electorals. En 2009 va recolzar per la seva pròpia voluntat el projecte polític d'Arturo Ugalde Meneses, realitzant labors d'operació política per al Partit Revolucionari Institucional (PRI). No obstant això, en 2010 va iniciar una sèrie d'activitats de promoció personal amb la finalitat de llançar-se pel Partit de la Revolució Democràtica (PRD) en les eleccions de l'any 2012. La seva precampanya "ciutadana" va abastar poc més de 18 mesos continus de treball, sense que això li reportés un resultat favorable.

## Tlalnepantla 2000-2003
Durant el seu govern com a batlle de Tlalnepantla de Baz (2000-2003), va gestionar amb èxit algunes de les següents obres: la urbanització amb formigó hidràulic de l'Av. Mario Colín, part de l'anell perifèric, l'embotornament del riu dels Remeis en el tram del Rosario, i també la instal·lació del centre d'atenció telefònica del desaparegut 072. Al mateix temps, va rebre diversos assenyalaments entre els quals destaquen haver estat el funcionari públic millor pagat del país, fins i tot per sobre del president Vicente Fox Quesada; així també va ser criticat a causa que la seva mare, Nora Bertha Ayala de Mendoza, durant aquest període va cobrar, com a presidenta del DIF municipal, més de quatre milions de pesos.

## Càrrecs públics i vida professional
Durant la seva carrera professional ha estat mestre universitari, articulista i columnista en El Financiero, El Sol de Toluca i El Universal. Va ser diputat Federal pel 16 Districte Electoral Federal de l'Estat de Mèxic, President Municipal de Tlalnepantla de Baz i en 2005 va contendre contra Enrique Peña Nieto per la Governació de l'Estat de Mèxic, perdent per una significativa proporció de vots, obtenint 936.615 sufragis que van representar el 24,7% de la votació.
Durant els últims mesos de 2010 i els anys 2011 i 2012, va participar en actes de promoció personal, així com de proselitisme polític, abans de ser nomenat Candidat a la Presidència Municipal de Tlalnepantla de Baz, en aquesta ocasió pel Partit de la Revolució Democràtica (PRD) en coalició amb Moviment Ciutadà (MC), abans conegut com a Convergencia, s'ha autonomenat el principal opositor a la privatització del Sistema de Recol·lecció d'Escombraries del Municipi de Tlalnepantla de Baz i a la Privatització dels Esportius Públics Municipals.

## Consell Cívic de Tlalnepantla
El novembre de 1995 va formar el denominat Consell Cívic de Tlalnepantla A. de C., plataforma política a través de la quin ha format un grup de ciutadans que s'han involucrat en l'atenció de problemes socials. Així des de fa més de 15 anys, el Consell Cívic de Tlalnepantla A. de C., també conegut com a COCIT, per a uns ha representat un baluard polític-ciutadà que va establir un mecanisme d'acostament polític amb la ciutadania de Tlalnepantla de Baz, com para uns altres, un simple aparador per a les llargues campanyes electorals que Mendoza Ayala ha realitzat a la recerca d'obtenir un càrrec públic. No obstant això, entre els seus detractors es troben aquells que assenyalen que l'associació civil, és i ha estat, la façana de les activitats de promoció personal de Rubén Mendoza Ayala, mostra de l'últim seria evident que després de gairebé una dècada sense funcionar al novembre de 2009, on anessin les oficines de campanya d'Arturo Ugalde Meneses, el COCIT va començar a funcionar de nou, com a plataforma per a les eleccions del 2012.

## Eleccions 2012
En els comicis, que van tenir lloc, el diumenge 1 de juliol de 2012, Rubén Mendoza Ayala, va ser vençut pel banderer del Partit Revolucionari Institucional, aliat, amb el Partit Verd Ecologista de Mèxic i Nova Aliança; Pablo Basañez García.

## Mort
Va morir el 17 d'abril de 2016 a la ciutat de Playa del Carmen, Quintana Roo, a causa d'una aturada cardíaca.